# Freccia del Brabante 2019
La Freccia del Brabante 2019, cinquantanovesima edizione della corsa e valevole come evento dell'UCI Europe Tour 2019 categoria 1.HC, si svolse il 17 aprile 2019 su un percorso di 196,2 km, con partenza da Lovanio e arrivo a Overijse, in Belgio. La vittoria fu appannaggio dell'olandese Mathieu van der Poel, il quale completò il percorso in 4h35'11", alla media di 42,779 km/h, precedendo il francese Julian Alaphilippe e il belga Tim Wellens.
Sul traguardo di Overijse 110 ciclisti, su 143 partiti da Lovanio, portarono a termine la competizione.

## Squadre e corridori partecipanti
| N.      | Cod. | Squadra                    |
| ------- | ---- | -------------------------- |
| 1-7     | LTS  | Lotto Soudal               |
| 11-17   | TBM  | Bahrain-Merida             |
| 21-27   | DQT  | Deceuninck-Quick-Step      |
| 31-37   | EF1  | EF Education First         |
| 41-47   | MTS  | Mitchelton-Scott           |
| 51-57   | TDD  | Team Dimension Data        |
| 61-67   | SUN  | Team Sunweb                |
| 71-77   | UAD  | UAE Team Emirates          |
| 81-87   | COF  | Cofidis, Solutions Crédits |
| 91-97   | COC  | Corendon-Circus            |
| 101-107 | TDE  | Total Direct Énergie       |

| N.      | Cod. | Squadra                       |
| ------- | ---- | ----------------------------- |
| 111-117 | ICA  | Israel Cycling Academy        |
| 121-127 | NSK  | Neri Sottoli Selle Italia KTM |
| 131-137 | RIW  | Riwal Readynez Cycling Team   |
| 141-147 | ROC  | Roompot-Charles               |
| 151-157 | SVB  | Sport Vlaanderen-Baloise      |
| 161-167 | PCB  | Team Arkéa-Samsic             |
| 171-177 | TNN  | Team Novo Nordisk             |
| 181-187 | VCB  | Vital Concept-B&B Hotels      |
| 191-197 | WVA  | Wallonie Bruxelles            |
| 201-207 | WGG  | Wanty-Gobert Cycling Team     |

## Ordine d'arrivo (Top 10)
| Pos. | Corridore          | Squadra     | Tempo    |
| ---- | ------------------ | ----------- | -------- |
| 1    | M. van der Poel    | Corendon    | 4h35'11" |
| 2    | Julian Alaphilippe | Deceuninck  | s.t.     |
| 3    | Tim Wellens        | Lotto       | s.t.     |
| 4    | Michael Matthews   | Sunweb      | s.t.     |
| 5    | Bjorg Lambrecht    | Lotto       | a 11"    |
| 6    | Alberto Bettiol    | Educ. First | a 12"    |
| 7    | Enrico Gasparotto  | Dimension   | s.t.     |
| 8    | Alexander Kamp     | Riwal       | s.t.     |
| 9    | Pieter Serry       | Deceuninck  | s.t.     |
| 10   | Maurits Lammertink | Roompot     | s.t.     |